# رویال هالووی، دانشگاه لندن
رویال هالووی، دانشگاه لندن (انگلیسی: Royal Holloway, University of London) که رسماً کالج جدید رویال هالووی و بدفورد را تشکیل می‌دهد دانشگاهی دولتی و پژوهشی و از کالج‌های تشکیل دهندهٔ دانشگاه لندن است. این دانشگاه سه پردیس و ۲۰ دانشکده و ۹٬۲۶۵ دانشجوی کارشناسی و تحصیلات تکمیلی از ۱۰۰ کشور دارد. پردیس آن درست در غرب ایگم، ساری درون ناحیه کلانشهر لندن است گرچه بیرون آزادراه‌ام۲۵ و در ۱۹ مایل (۳۱ کیلومتر) مرکز جغرافیایی لندن واقع شده است

## نگارخانه

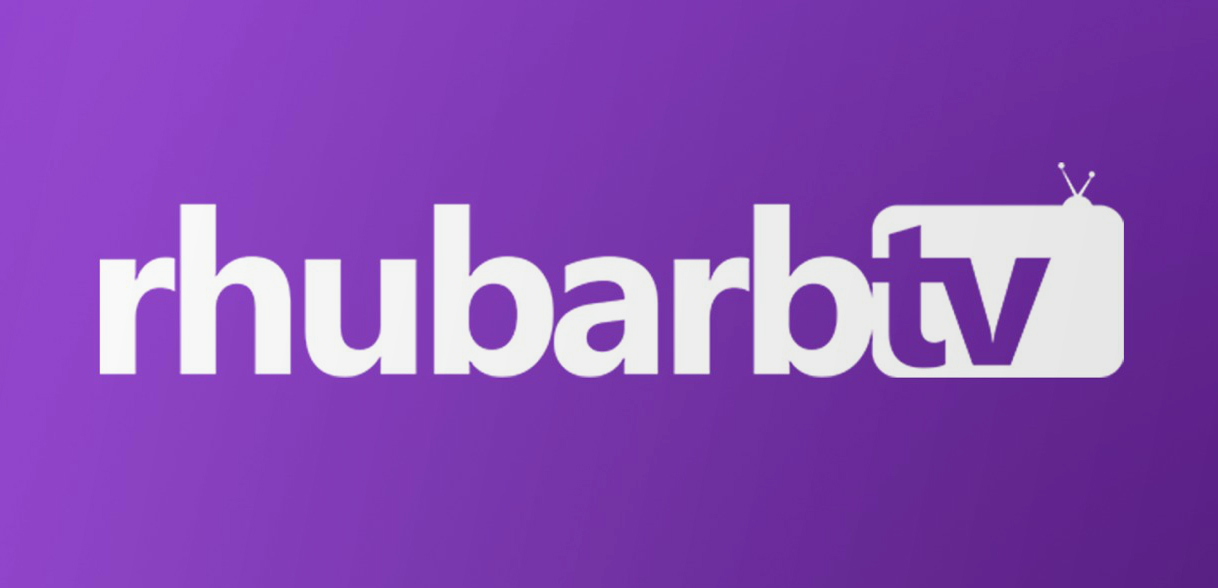